# Малиновка и медведь
«Малиновка и медведь» — советский мультипликационный фильм Натана Лернера, снятый в 1983 году.
История про трогательное отношение Медведя к малышке Малиновке.

## Сюжет
Неожиданно повстречалась медведю одинокая малиновка. Медведь сжалился над ней и решил взять к себе перезимовать. 
Только вот птичка оказалась большой любительницей поэзии — обожала она стихи о весне и лете рассказывать. Один июнь у неё на уме был. Но какой же июнь может быть, когда жуткий декабрь на дворе? 
Медведь пытался тоже вторить малиновке и стихи сочинять, только у него стихи вовсе не весенние получались, а одни морозные да зимние. А малиновка все своё повторяет: «Июнь, июнь!». 
Разозлился Медведь и выгнал малиновку на улицу, а сам решил на боковую укладываться — зима, всё-таки. Да только не смог косолапый уснуть — жалко ему поэтичную птичку стало, замёрзнет ведь одна в лесу. Вот и взял её снова в берлогу.

## Съёмочная группа
- Автор сценария  — Марина Вишневецкая
- Режиссёр — Натан Лернер
- Художник-постановщик — Юрий Исайкин
- Композитор — Владимир Кривцов
- Оператор — Леонард Кольвинковский
- Звукооператор — В. Зосимович
- Мультипликаторы: Ольга Анашкина, Алла Гришко, Аида Зябликова
- Куклы изготовили: Г. Богачёв, М. Богатская, А. Дегтярёв, А. Кузнецов, Н. Пантелеева, Е. Покровская
- Монтажёр — Галина Дробинина
- Редактор — Алиса Феодориди
- Директор — Игорь Гелашвили

### Роли озвучивали
- Юрий Волынцев — Медведь
- Ольга Остроумова — Малиновка
- Светлана Травкина — Лиса